# 1921 en Inde
Chronologie de l'Inde
- 1917
- 1918
- 1919
- 1920
- 1921
- 1922
- 1923
- 1924
- 1925

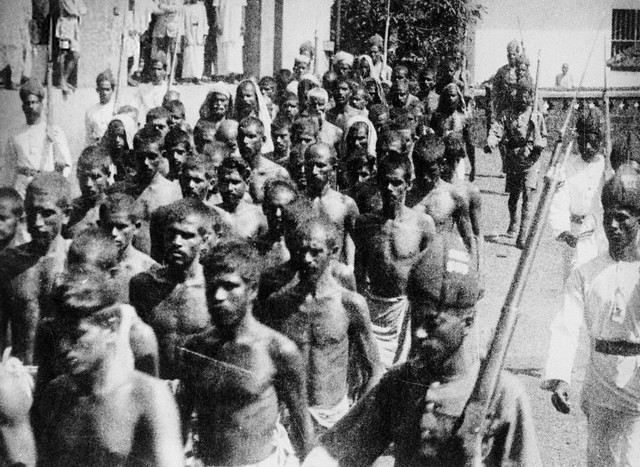
Prisonniers de la rébellion de Malabar, en route vers le tribunal.

Cette page concerne les évènements survenus en 1921 en Inde  :

## Évènement
- Kisan Sabha, mouvement de protestation dans l'actuel État indien de l'Uttar Pradesh ayant impliqué de nombreux groupes de castes agricoles.
- juin : La province de Madras déclare dans un jugement que les femmes ont également le droit de vote en Inde britannique.
- 20 août : Début de la rébellion de Malabar (en) (bilan estimé : 10 000 civils et 2 337 rebels tués, 1 652 blessés et 45 404 prisonniers.)
- 10 novembre : Tragédie du wagon, ou la tragédie du train de Bellary : mort de 64 prisonniers par négligence.

## Cinéma
- Bhakta Vidur (en)
- Bilat Ferat

## Création
- Aluva
- Université Visva-Bharati

## Naissance
- Ahmed Raza Khan Barelvi, poète et théologien.
- Subramanya Bharathi, poète.
- B.B. Lal, archéologue.
- Sahir Ludhianvi (en), poète et compositeur de musique de films.
- Pramukh Swami Maharaj (en), guru.
- Jaswant Singh Marwah (en), soldate, journaliste et écrivain.
- Subodh Mukherjee (en), producteur et réalisateur du cinéma indien.
- Pamulaparthi Venkata Narasimha Rao, Premier-ministre.
- Satyajit Ray, réalisateur, écrivain et compositeur.
- Prabhat Ranjan Sarkar, philosophe et maître de yoga.
- Dhulipala Seetarama Sastry (en), acteur.
- Lister Sinclair, animateur de télévision.
- Devarakonda Balagangadhara Tilak (en), poète et romancier.

## Décès
- Subramanya Bharathi, poète.
- Haji Mohammed Allarakha Shivji (en), écrivain et journaliste.
- A. Subbarayalu Reddiar (en), personnalité politique.
- Swami Prajnanananda Saraswati (d), moine.